# Isobilnoje (Kaliningrad)
Isobilnoje (russisch Изобильное, deutsch Dedawe, 1938–1945 Deimehöh, sowie: Klein Fließ und Rathswalde) ist ein Ort in der russischen Oblast Kaliningrad. Er gehört zur kommunalen Selbstverwaltungseinheit Stadtkreis Polessk im Rajon Polessk. Die Ortsstelle Rathswalde ist allerdings dem heutigen Ort Grigorjewka zuzuordnen.

## Geographische Lage
Isobilnoje liegt am Ostufer der Deime (heute russisch: Deima), elf Kilometer südöstlich  der Kreisstadt Polessk (Labiau). Durch den Ort verläuft eine Nebenstraße, die Saranskoje (Powangen) über Marksowo ((Groß) Steindorf) mit Ratnoje (Freudenberg) und Soldatowo (Friedrichsthal) verbindet und weiter bis nach Gwardeisk (Tapiau) führt.
Eine Bahnanbindung besteht nicht.

## Geschichte

### Dedawe (Deimehöh)
Das Gutsdorf Dedawe wurde mit dem Vorwerk Waldienen (heute nicht mehr existent) im Jahre 1874 in den neu errichteten Amtsbezirk Schmerberg (der Ort ist heute nicht mehr existent) eingegliedert und gehörte bis 1945 zum Kreis Labiau im Regierungsbezirk Königsberg der preußischen Provinz Ostpreußen.
Im Jahre 1790 hatte der wohl aus Salzburg stammende Johann Michael Luks das auf einer Anhöhe an der Deime (russisch: Deima) gelegene Gut Dedawe gekauft. Es ging 1801 auf seinen Sohn Carl Luks über, der 1822 die Ziegelei in Waldienen erwarb. Das Gut Dedawe hatte 1833 eine Fläche von ca. 102 Hektar, das dazugehörige Vorwerk Waldienen ca. 50 Hektar. 1843 wurde das Gut an die Familie Goerke veräußert, danach ging es an die Familie Hennings aus Schleswig-Holstein.
Im Gutsbezirk Dedawe wohnten im Jahre 1910 98 Menschen. Am 30. September 1928 schlossen sich Dedawe, Rathswalde (heute russisch auch: Isobilnoje) und Klein Schmerberg (nicht mehr existent) zur neuen Landgemeinde Dedawe zusammen. Ein Jahr später wurde die Försterei Klein Fließ (heute russisch auch: Isobilnoje), Teil des Gutsbezirks Gertlauken (Forst) im Amtsbezirk Gertlauken (heute russisch: Nowaja Derewnja) in die Landgemeinde Dedawe umgegliedert. Die Einwohnerzahl stieg bis 1933 auf insgesamt 268 und belief sich 1939 auf 213.
Am 3. Juni – mit amtlicher Bestätigung vom 16. Juli – 1938 wurde Dedawe aus ideologischer Abwehr fremdländisch klingender Ortsnamen in „Deimehöh“ umbenannt. In Kriegsfolge kam der Ort 1945 mit dem nördlichen Ostpreußen zur Sowjetunion.

#### Persönlichkeiten
- Hugo Schauinsland (* 30. Mai 1857 auf Gut Dedawe; † 5. Juni 1937 in Bremen), deutscher Zoologe, Gründungsdirektor des Überseemuseums in Bremen

### Klein Fließ
Die Försterei Klein Fließ war ein Teil des Gutsbezirks Gertlauken (Forst) und gehörte damit zum Amtsbezirk Gertlauken (heute russisch: Nowaja Derewnja) im Kreis Labiau im Regierungsbezirk Königsberg der preußischen Provinz Ostpreußen. Am 30. September 1929 wurde Klein Fließ in die Landgemeinde Dedawe (1938–1946: Deimehöh, heute russisch auch: Isobilnoje) im Amtsbezirk Schmerberg umgemeindet. Mit der Muttergemeinde wurde Klein Fließ 1945 der Sowjetunion zugeordnet.

### Rathswalde
Der im 18. Jahrhundert noch Radnicken genannte Gutsort erhielt im 19. Jahrhundert den mit einer Zusatzbezeichnung versehenen Namen Adlig Rathswalde. Ihn prägten nicht nur das Gut – als deren Besitzer sich auch Vertreter des Adelsgeschlechts Holleben aus der Linie des Bayreuther Oberst Ludwig Johann Ernst von Holleben fanden – auch ein Vorwerk sowie ein Sägewerk. Im Jahre 1874 kam der Ort in den neu errichteten Amtsbezirk Schmerberg (der Ort existiert heute nicht mehr), der zum Kreis Labiau im Regierungsbezirk Königsberg der preußischen Provinz Ostpreußen gehörte. Im Gutsbezirk Rathswalde waren im Jahre 1910 210 Einwohner registriert.
Am 30. September 1928 schlossen sich die Gutsbezirke Dedawe (heute russisch auch: Isobilnoje), Klein Schmerberg (nicht mehr existent) und Rathswalde zur neuen Landgemeinde Dedawe zusammen. Als deren Ortsteil kam Rathswalde 1945 zur Sowjetunion.

### Isobilnoje
Die Orte Dedawe resp. Deimehöh, Klein Fließ und Rathswalde erhielten 1947 die gemeinsame russische Bezeichnung „Isobilnoje“. Gleichzeitig wurde Isobilnoje in den Dorfsowjet Nowoderewenski selski Sowet eingeordnet und gelangte später in den Saranski selski Sowet. Von 2008 bis 2016 gehörte der Ort zur Landgemeinde Saranskoje selskoje posselenije und seither zum Stadtkreis Polessk.

## Kirche

### Evangelisch
Vor 1945 war die Bevölkerung von Dedawe (Deimehöh), Klein Fließ und Rathswalde fast ausnahmslos evangelischer Konfession. Alle drei Orte gehörten zum Kirchspiel der Kirche Laukischken (heute russisch: Saranskoje) im Kirchenkreis Labiau innerhalb der Kirchenprovinz Ostpreußen der Kirche der Altpreußischen Union. Heute liegt Isobilnoje im Einzugsbereich der in den 1990er Jahren neu entstandenen evangelisch-lutherischen Gemeinde in Lomonossowka (Permauern, 1938–1946 Mauern), einer Filialgemeinde der Auferstehungskirche in Kaliningrad (Königsberg) in der Propstei Kaliningrad der Evangelisch-lutherischen Kirche Europäisches Russland.

### Orthodox
In Isobilnoje gibt es ein russisch-orthodoxes Nonnenkloster, in dessen Gebäudekomplex im Jahre 1996 auch die Gebäude des früheren Gutshofes einbezogen wurden. Umfangreiche Restaurierungs- und Sanierungsarbeiten gingen dem voraus. Das Gutshaus selbst fungiert jetzt als Gästehaus.
In den ersten Jahren nach 2000 wurde eine kleine Kirche in russisch-orthodoxem Stil errichtet, die der Ehre der Derschawnaja-Ikone der Gottesmutter geweiht ist. Isobilnoje gehört zur Diözese Kaliningrad und Baltijsk der Russisch-orthodoxen Kirche.